# (25) Phocée
(25) Phocée (désignation internationale (25) Phocaea) est un astéroïde de la ceinture principale qui a été découvert par Jean Chacornac le 6 avril 1853.
Son nom provient de la ville de l'Ouest de la Turquie, Foça (Fotcha), l’antique ville grecque de Phocée. C'est de cette ville que sont partis au VIe siècle av. J.-C. ceux qui allaient fonder Marseille (Massilia).
La famille de Phocée, constituant une famille d'astéroïdes, est nommée d'après (25) Phocée.